# Lecanopteris
Lecanopteris es un género de unos cuantos extraños helechos que hinchan los rizomas con un hueco que proporcionan los hogares para las hormigas simbióticas. Todos son plantas epífitas de las cuales se encuentran en estado silvestre en Asia Sur-Oriental Nueva Guinea. Algunos de estos helechos son populares en cultivo como plantas ornamentales.
Especies seleccionadas
| - Lecanopteris celebica - Lecanopteris crustacea - Lecanopteris crutisii - Lecanopteris deparioides - Lecanopteris pumila |